# Beliatore
Beliatore è una suddivisione dell'India, classificata come census town, di 5.653 abitanti, situata nel distretto di Bankura, nello stato federato del Bengala Occidentale. In base al numero di abitanti la città rientra nella classe V (da 5.000 a 9.999 persone).

## Geografia fisica
La città è situata a 23° 19' 60 N e 87° 13' 0 E e ha un'altitudine di 78 m s.l.m..

## Società

### Evoluzione demografica
Al censimento del 2001 la popolazione di Beliatore assommava a 5.653 persone, delle quali 2.879 maschi e 2.774 femmine. I bambini di età inferiore o uguale ai sei anni assommavano a 570, dei quali 279 maschi e 291 femmine. Infine, coloro che erano in grado di saper almeno leggere e scrivere erano 4.193, dei quali 2.308 maschi e 1.885 femmine.